# Esbri
ESBRI – Institutet för entreprenörskaps- och småföretagsforskning – är ett fristående institut som sprider forskningsbaserad kunskap om entreprenörskap, innovation och småföretag. ESBRI grundades genom en donation av uppfinnaren och entreprenören Leif Lundblad 1996. Den övergripande målsättningen är att stimulera entreprenörskap i Sverige.
ESBRI är oberoende av ekonomiska, politiska och religiösa intressen. Genom åren har verksamheten finansierats av såväl privata som offentliga medel. För närvarande finansieras ESBRI till stor del av Tillväxtverket och Vinnova.
ESBRI arrangerar den öppna föreläsningsserien Estrad i Stockholm (tio gånger per år), ger ut tidningen Entré (fyra gånger per år) och nyhetsbrevet e-Entré (tio gånger per år). ESBRI arrangerar också en rad seminarier, workshops och konferenser. En av de större årliga konferenserna är The Sweden-U.S. Entrepreneurial Forum, som arrangeras tillsammans med näringsdepartementet och U.S. Department of Commerce. ESBRI - i samarbete med Vinnova - anordnar även en doktorandkurs i kommersialisering av forskning: From Research to Business (R2B) och uppsatstävlingen Nytt&Nyttigt. ESBRI är svensk värd för Global Entrepreneurship Week (GEW) som genomförs i november. 
Syftet med aktiviteterna är att förse företagare, politiker, studenter, forskare, policymakare, finansiärer och andra med intresse för entreprenörskapsfrågor med nya forskningsresultat i populariserad form. 
ESBRI ger ut tidningen Entré